# Bentivoglio (cognome)
Bentivoglio è un cognome di lingua italiana.

## Varianti
Bentivogli, Bentivoglia.

## Origine e diffusione
Cognome tipicamente centro-settentrionale, è presente prevalentemente in Emilia.
Potrebbe derivare dal prenome medioevale Bentivoglio.

## Persone
- Bentivoglio Bentivoglio (1253-...) – politico italiano
- Bianca Bentivoglio (1467-1519) – nobile italiana
- Camilla Bentivoglio (1490 ca.-1529) – nobildonna italiana